# 차타레 부인 2
《차타레 부인 2》(Young Lady Chatterley II)는 미국에서 제작된 앨런 로버츠 감독의 1985년 영화이다. 할리 맥브라이드 등이 주연으로 출연하였다. 1977년 영화 차타레 부인의 후속작이다.

## 출연

### 주연
- 할리 맥브라이드
- 웬디 베리
- 브랜던 브래디

### 조연
- 헨리 찰스
- 브렛 박스터 클락
- 시빌 대닝
- 모니크 가브리엘
- 브루스 헤이리
- 키스 맥코넬
- 마이크 레이놀즈
- 윈스턴 리처드
- 앨렌 시몬스
- 조이 스테이턴
- 아담 웨스트

## 기타
- 원작자: 데이비드 허버트 로렌스